# Stade Kleánthis-Vikelídis
Le stade Kleánthis-Vikelídis (en grec : Γήπεδο Κλεάνθης Βικελίδης) est un stade de football situé à Thessalonique (Grèce).

## Histoire
Construit en 1951 pour accueillir les matchs à domicile de l’Aris Salonique, il porte longtemps le nom de Stade de l’Aris FC ou tout simplement de Stade Harilaou, du nom du quartier de Thessalonique où se situe le stade. 
En 2004 l’enceinte est entièrement rénovée en vue des Jeux olympiques d'Athènes et renommée en Stade Kleánthis-Vikelídis, en hommage à Kleánthis Vikelídis, ancienne gloire du club et membre de l'équipe qui remporta le Championnat de Grèce de football en 1946. La capacité d’accueil du stade est de 22 800 places, toutes assises.